# サロベツ川
サロベツ川（さろべつがわ）は、北海道宗谷総合振興局管内を流れる天塩川水系の一級河川である。

## 名称の由来
アイヌ語の「サㇻオペッ（sar-o-pet）」もしくは「サㇻオマペッ（sar-oma-pet）」、「サㇻペッ（sar-pet）」に由来し、いずれも「芦原・にある・川」の意である。なお、豊富町芦川の地名はこれを意訳したものとされている。

## 地理
北海道天塩郡豊富町東部の宗谷郡猿払村との境界にある幌尻山の南に源を発し北西に流れる。豊富町北部で流路を南に大きく変え、サロベツ原野を蛇行しながら流れ、幌延町と天塩町の境で天塩川へと注ぐ。水深は浚渫によりかなり上流まで約5メートルで維持されている。合流点付近には川底が浅くなる箇所があり、合流点での川底の標高は-3.2メートルで、海面より低い。
その合流点は、天塩川が日本海に流れ出る河口から11.6キロメートルないし11.8キロメートル離れている。この地点で天塩川の幅は約200メートル、サロベツ川の幅は約30メートルである。

## 下流部での塩水遡上
サロベツ川には、満ち潮のとき天塩川経由で塩分を含む水が逆流する。しかし、流れ下る淡水と遡上する海水はたやすく混じり合わず、下流部の水は海水とほとんど変わらない高塩分水塊、淡水または低塩分の水塊（以下、低塩分水塊）、その中間の中塩分水塊という3つに分かれる。塩水は淡水より重いので、表層が低塩分、その下が中塩分、川底近くが高塩分という3層である。高塩分水塊は川底にそって上流方向に7キロメートルの音類橋付近でなくなり、その先は合流点から約10キロメートルのパンケ沼入り口とその先まで低塩分と中塩分の2層になっている。

## 災害
- 2018年3月の融雪期、上流から大量の融雪による河川水が流れ込む一方、下流域では氷が河道に詰まり一部が閉塞。氾濫がおきて牧草地が水没するなどの被害が出た[12]。

## 流域の自治体
北海道
天塩郡豊富町、稚内市、天塩郡幌延町

## 支流
- 目梨別九線川
- 幌加川
- 兜沼川
- 清明川
- 下エベコロベツ川 - ペンケ沼を含む。
- パンケオンネベツ川 - パンケ沼を含む。
- オンネベツ川

## 関連文献
- 杉原幸樹・平井康幸「サロベツ川の水収支に基づくヤマトシジミ生息環境と流況変化の関係」『土木学会論文集G』第71巻5号、2015年。